# Höstsång
Höstsång är en höstdikt skriven av Verner von Heidenstam. Den börjar i traditionellt högstämt tonläge ("Nu kom den första frosten") och övergår i associationer till alltings förgänglighet ("färg av lik och mull och ben"). Men plötsligt, i andra strofen, slår dikten om - och blir en protest mot den traditionella höstdiktningen: "Är väl gardinen nere, / vem sörjer för en gulnad skog? / Av höstpoeter ha vi nog. / Gud frälse oss från flere." 
Efter att i några ytterligare strofer ha hånat dessa höstpoeter, och efter att ha gjort sig till tolk för samma övermänskostämning som präglar karlfeldtsdikten om "den vår de svage kalla höst", slår Heidenstam över i rent dionysisk yra ("Stån upp till dans som galna!"). Diktarna stoppar sina korrektur i papperskorgen, som bränns upp och vars sot stryks i skägget och på skinnet, varefter värsta höstorgien, för att inte säga vandaliseringen, bryter lös - tills "de som stupa bäras hem / med bindlar och med häftor".
Sedan, i sista strofen, återvänder den sublima stämningen från inledningen, men nu med entydigt positiv känsla: "Som formade i drivet / och blårött guld stå land och stad; / jag vill bland höstens döda blad / bedårad prisa livet".
Höstsång är uppdelad i 13 strofer, rimmade enligt schemat abbacddc.

## Tonsättningar
Wilhelm Peterson-Berger tonsatte dikten 1896 som opus 18:2. Den finns även tonsatt av Lars Anders Johansson på albumet Renässans från 2016.